# Naka, Ibaraki
Naka (那珂市 Naka-shi) là một thành phố thuộc tỉnh Ibaraki, Nhật Bản.